# Xã Lincoln, Quận Christian, Missouri
Xã Lincoln (tiếng Anh: Lincoln Township) là một xã thuộc quận Christian, tiểu bang Missouri, Hoa Kỳ. Năm 2010, dân số của xã này là 4.953 người.